# Jockey Club de Tucumán
El Jockey Club de Tucumán es un club social y polideportivo de la ciudad de Yerba Buena, Tucumán, Argentina. Es miembro de la Unión de Rugby de Tucumán y su equipo compite en el Torneo Regional del Noroeste.

## Historia

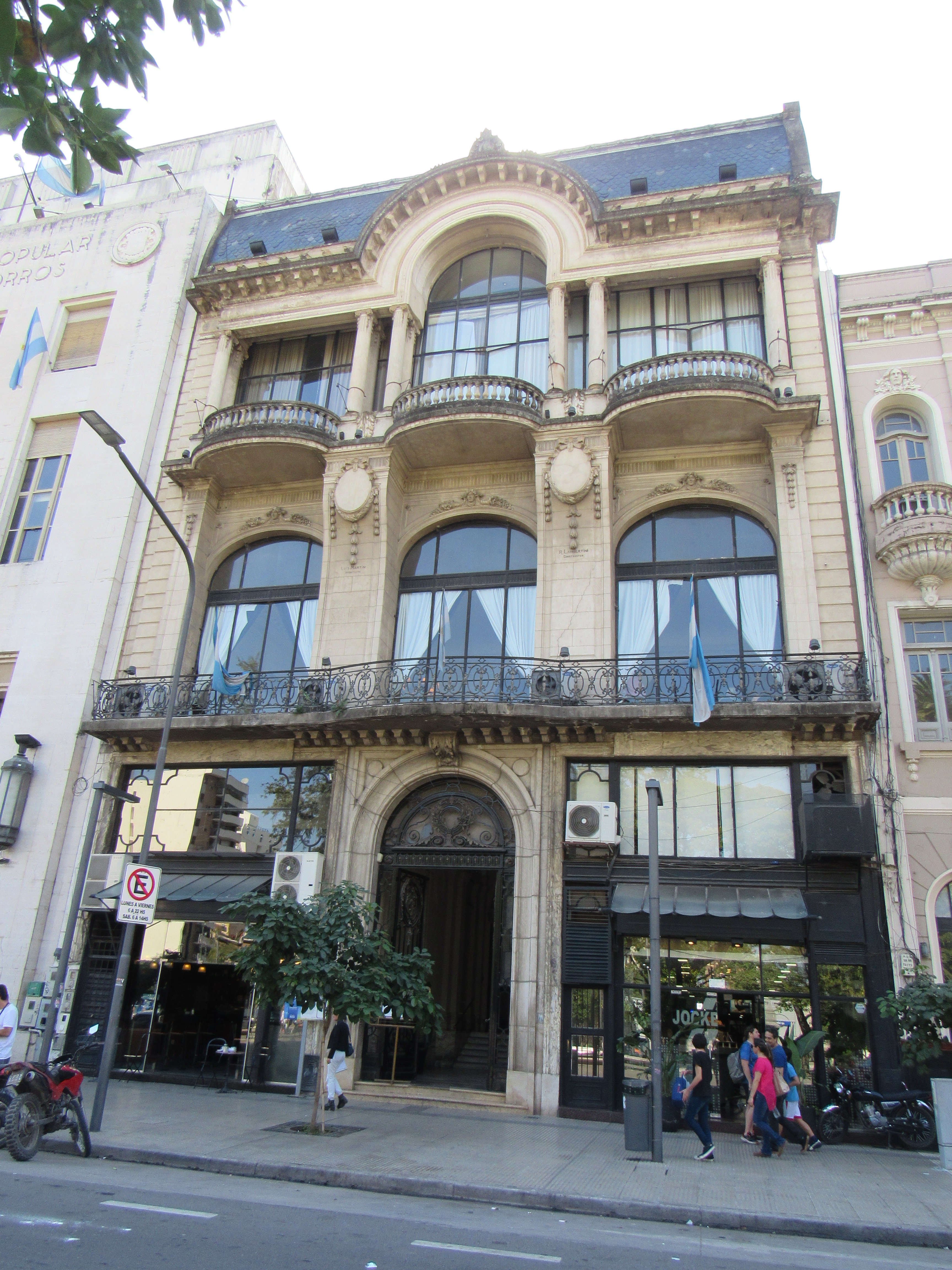
Edificio del Jockey Club en el Centro de San Miguel de Tucumán.

El Jockey Club de Tucumán se fundó el 14 de octubre de 1939 debido a la fusión del Club Social y del Club El Círculo. En 1941 empieza a regular todo lo relacionado con la actividad hípica de Tucumán y por ende comienza a manejar el Hipódromo del parque 9 de Julio.
En 1946, por la incorporación del Golf Club de Tucumán, se empieza a practicar este deporte en la institución.

En la década de 1980 se inauguran canchas de padle, squash y vóley en el antiguo edificio frente a la Plaza Independencia.

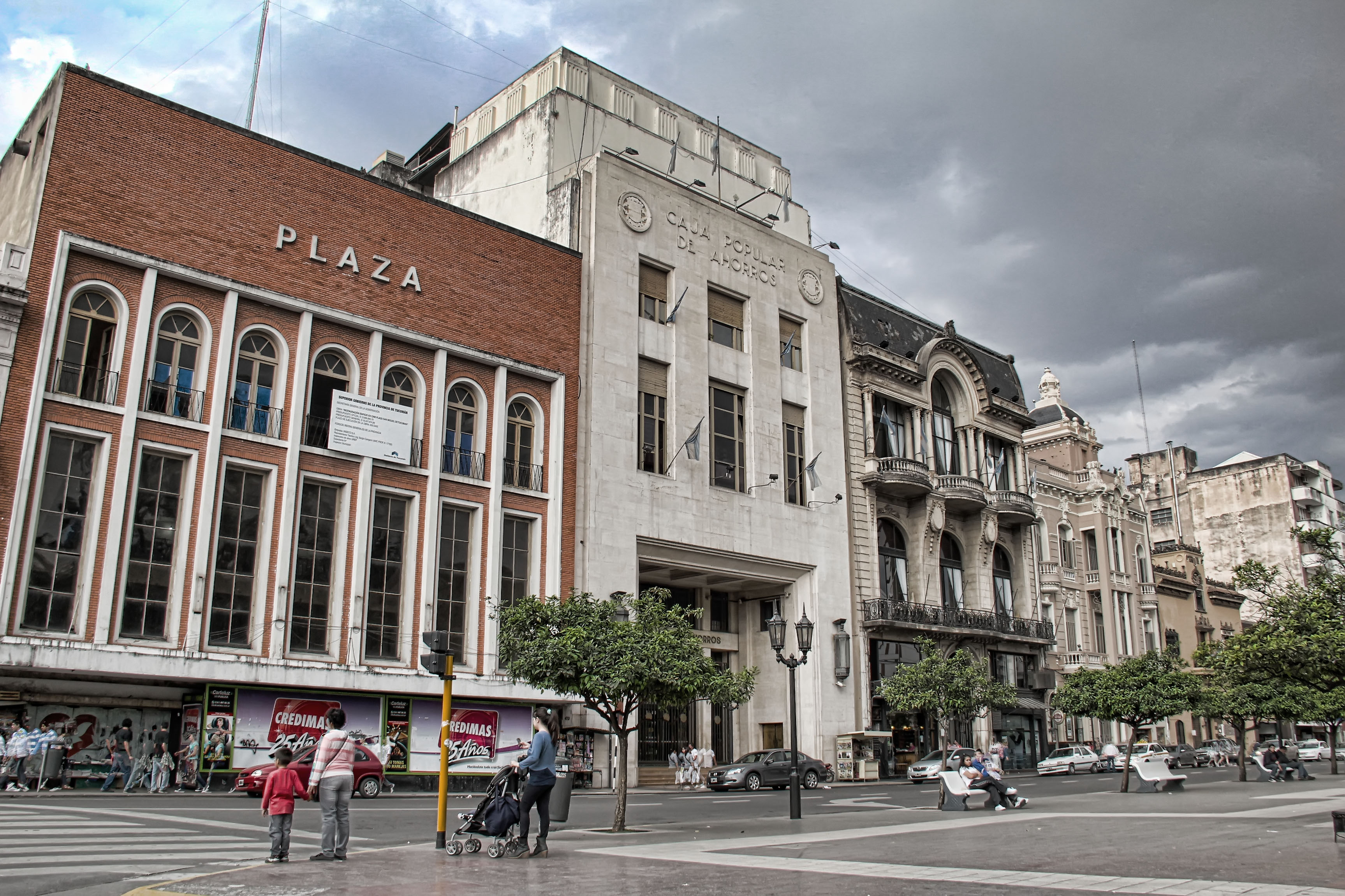
Edificio del Jockey Club frente a la Plaza Independencia

## Rugby
El 2 de mayo de 1991 se creó la Subcomisión de Rugby, debido a la popularidad del rugby en la provincia de Tucumán y al reclamo de varias generaciones de socios. En el año 1993 se afilia a la Unión de Rugby de Tucumán, y en 1994 disputa por primera vez la primera división del Anual Tucumano. En 1999 empieza el Torneo Regional del Noroeste, integrado por los clubes Unión de Rugby de Tucumán, Unión Jujeña de Rugby, Unión de Rugby de Salta y Unión Santiagueña de Rugby. Si bien el Jockey nunca logró obtener el título, es un participante habitual del torneo del NOA y llegó a participar en el torneo del interior.